# 천종호
천종호(千鍾鎬, 1965년 10월 14일 ~ )는 대한민국의 법조인이다. 현재 대구지방법원 부장판사로 재직 중이다.

## 생애
천종호 판사는 1994년 제36회 사법시험에 합격하여 1997년 사법연수원 26기를 수료하였으며, 부산지방법원에서 판사로 근무하였다.
2010년 2월 창원지방법원 소년부에 부임하였고, 2013년 2월 부산가정법원으로 자리를 옮겨서도 소년재판을 맡을 정도로 비행청소년 지도에 애정을 갖고 있다. 천 판사는 법정에서 비행 청소년들에게 애정을 갖고 지도하거나 호통을 쳐 '비행 청소년의 대부', '호통판사'로 잘 알려졌다.천종호 판사는 2013년 1월 학교 폭력을 조명하여 화제를 모은 SBS TV 다큐 '학교의 눈물'에서 가해 학생과 그 부모에게 ‘안돼 안 바꿔줘 바꿔줄 생각 없어’를 말한 것으로 유명해졌다. 같은 해 3월에는 KBS 2TV '이야기 쇼 두드림'에 천종호 판사의 이야기가 소개되기도 하였다.
천종호 부장판사는 2010년 창원지방법원 소년부 판사로 재직하면서 청소년회복센터 개설을 주도하여  비행청소년들의 건전한 성장과 재비행 방지를 이끌었다. 천종호 부장판사는 2014년 10월 23일 국회의원 43명에게 보낸 편지에서 자신이 재판한 결손가정 소년범 3명 가운데 2명이 3년 안에 재범하였는데, 그 이유는 소년들을 사회에 돌려보내도 보호받을 부모가 없기 때문이라고 밝혔다. 천종호 부장판사는 편지에서 "이러한 상황에서 선처랍시고 아무런 보호 장치도 없이 사회로 돌려보내는 것은 재비행하라는 것과 마찬가지"라면서 "비행청소년들이 재비행 하지 않도록 잘못된 환경을 조정해 주어 건전한 사회의 구성원으로 자랄 수 있도록 해주는 것이 사회정의"라고 강조하였다.
2017년 '제12회 영산법률문화상'을 수상하였다. 영산법률문화상은 법치주의 정착과 법률문화 향상에 이바지한 법률가, 법학자, 법률단체를 대상으로 선정하는 상으로, 역대 수상자 가운데 현직 법관이 수상한 것은 2017년까지 천종호 판사가 유일하다.
모 인터뷰에서 소년법 처벌 수위 강화에 반대하지만 10호 처분의 상한을 늘리거나 아예 없앴으면 좋겠다고 밝혔다.

## 학력
- 부산남고등학교
- 부산대학교 법학과 학사
- 부산대학교 대학원 법학과 석사
- 부산대학교 대학원 법학과 박사과정 수료

## 경력
- 1994년 제36회 사법시험 합격 (사법연수원 26기 수료)
- 1997년 부산지방법원 판사
- 부산지방법원 동부지원 판사
- 부산지방법원 가정지원 판사
- 부산고등법원 판사
- 2010년 2월 창원지방법원 소년부 부장판사
- 2013년 2월 ~ 2018년 2월 부산가정법원 소년부 부장판사
- 2018년 2월 ~ 2022년 1월 부산지방법원 부장판사
- 2022년 1월 ~ 현재 대구지방법원 부장판사

## 저서
- [호통판사 천종호의 변명]
- 《아니야 우리가 미안하다》
- 《이 아이들에게도 아버지가 필요합니다》
- (내가 만난 소년에 대하여)